# Цитадела (Халеб)
Цитаделата на Халеб (на арабски: قلعة حلب) е крепост, разположена в историческия център на гр. Халеб в Северна Сирия.
В качеството си на цитадела е била укрепеният квартал-седалище на местния владетел. Тя е най-впечатляващата забележителност на града и най-важната част от Стария град, който е в списъка на световното наследство на ЮНЕСКО от 1986 г.
Днес Цитаделата е туристическа атракция и едновременно обект на археологически разкопки и проучвания. Нейният амфитеатър често е използван за културни събития.

## История
Най-старите укрепления на мястото на съвременната крепост са построени от първия владетел на града от династията Хамданидите по име Сайф ал-Даула (Sayf al-Dawla). Строителство е продължило 13 години от 944 до 957 г.
В началото на XIII век Цитаделата се превръща в най-богат град. Вътре са били разположени дворци и бани, джамии и гробници, арсенал и площадки за тренировка на войници, цистерни с вода и хамбари за съхраняване на зърно.
През 1259 г. градът е обект на нападение от монголите, които силно повреждат стените и зданията на Цитаделата. През 1300 г. те пак се връщат, а през 1400 г. Тамерлан (според легенда) успява да сломи съпротивата на защитниците на крепостта, запълняйки крепостния ров с телата на свои загинали воини.
Градът е завладян през 1516 г. от войските на Османската империя. Цитаделата играе важна роля по времето на Кръстоносните походи, явявайки се опорен пункт ту на кръстоносците, ту на мюсюлманите. Впоследствие нейната военна роля на крепостта постепенно спада и градът започва да се разширява зад пределите на крепостната стена.
Крепостта е сериозно повредена от силно земетресение през 1828 г. Последствията от него са толкова плачевни, че се водят възстановителни работи.

## Световно наследство
Цитаделата, заедно с Голямата джамия, прочутия Халебски сук – най-големия в света покрит пазар, дворците и хамамите в историческия център на града, е вписана в списъка на обектите на световното наследство на ЮНЕСКО като „Стар град на Халеб“ (на английски: Ancient City of Aleppo) през 1986 г.

## Описание
Крепостта е разположена на хълм с елипсовидна основа с дължина 450 м и ширина 325 м, висок 50 м, като на върха площадката е с размери 285 м на 160 м. В миналото полегатите склонове на хълма са били покрити от големи блокове проблясващ варовик, някои от които са останали и до днес. Хълмът е опасан от крепостен ров, дълбок 22 м и широк 30 м, от 12 век.
Внушителен е укрепеният входен комплекс на крепостната стена, мостовата кула пред него и сводовият каменен мост над рова между тях, построен при управлението на мамелюците през 16 век. Особено интересни са Оръжейната, Византийската и Тронната зала с реставрирани декорирани тавани.
Във вътрешността в различна степен са запазени следните постройки (по реда на номерацията от плана):
- Хамам „Нур ад-Дийн“
- Джамията на Ибрахим
- Голямата джамия (на крепостта)
- Казармите на Ибрахим паша
- Османската мелница
- Амфитеатърът
- Аюбидската цистерна
- Мамелюкската кула
- Аюбидският дворец
- Дворцовият хамам
- Арсеналът
- Дворецът Тауаши

## Фотогалерия
- Общ изглед отстрани
- Общ изглед отпред
- Мостовата кула с входа
- Мостът над рова
- Укрепеният вход
- Тронната зала
- Музеят